# Раєц
Раєц (словац. Rajec) — місто, громада Жиліна, Жилінський край, регіон Раєцька улоговина. Кадастрова площа громади — 31,46 км².
Населення 5777 осіб (станом на 31 грудня 2017 року).

## Історія
Раєц згадується 1193 року.

## Географія
Протікає річка Гвойтова.

## Населення
| Рік:            | 1994. | 2004.   | 2014.   | 2024.   |
| --------------- | ----- | ------- | ------- | ------- |
| Кількість осіб: | 6404  | 6074    | 5881    | 5703    |
| Різниця:        |       | -5,15 % | -3,17 % | -3,02 % |

| Рік:            | 2023. | 2024.   |
| --------------- | ----- | ------- |
| Кількість осіб: | 5777  | 5703    |
| Різниця:        |       | -1,28 % |